# Ocellularia epitrypa
Ocellularia epitrypa är en lavart som först beskrevs av William Nylander och som fick sitt nu gällande namn av Mason Ellsworth Hale 1980. 
Ocellularia epitrypa ingår i släktet Ocellularia och familjen Thelotremataceae. Inga underarter finns listade i Catalogue of Life.